# Magali Rousseau
Pour les articles homonymes, voir Rousseau.
Magali Rousseau (10 mars 1988, Neuilly-sur-Seine) est une nageuse française spécialisée dans la nage papillon.
Elle s'entraîne au club Canet 66 à Canet-en-Roussillon avec Philippe Lucas. Rousseau est la fille du compétiteur de nage libre Michel Rousseau,.
Rousseau s'est qualifiée pour le 200 m papillon lors des Jeux olympiques d'été de 2008 à Beijing, avec un temps de 2 min 10 s 07 lors des qualifications à Dunkerque. Elle est en compétition avec sept autres nageuses lors de la troisième série, dont les favorites pour les médailles, Natsumi Hoshi et Liu Zige. Rousseau termine septième, à 39 centièmes de seconde derrière la hongroise Emese Kovács (en). Rousseau ne réussit pas à se qualifier pour les demi-finales, terminant vingt-huitième lors des tours préliminaires.

## Palmarès
- Jeux mondiaux de 2013 à Cali (Colombie)
  -  Médaille d'or en relais 4 x 50 m obstacles
  -  Médaille d'or en relais 4 x 50 m combiné
  -  Médaille d'or en 50m mannequin
  -  Médaille d'or en 200 m super sauveteur
  -  Médaille de bronze en 200m obstacles
- Jeux mondiaux de 2017 à Wrocław (Pologne)
  -  Médaille d'or en relais 4 x 50 m obstacles
- Jeux mondiaux de 2022 à Birmingham (Alabama)
  -  Médaille d'or en 200 m super sauveteur
  -  Médaille d'argent en relais 4 x 25 m mannequin
- Jeux mondiaux de 2025 à Chengdu (Chine)
  -  Médaille d'argent en relais 4 x 25 m mannequin
  -  Médaille de bronze en 50 m mannequin